# 步头降苗族乡
步头降苗族乡是中华人民共和国湖南省怀化市新晃侗族自治县下辖的一个乡镇级行政单位。

## 行政区划
步头降苗族乡下辖以下地区：
姑巴溪村、土鹿坪村、酉溪村、步头降村、新江村、雷家田村、天雷村、槐口村、茶山村、涞溪村、腿溪村、大秉溪村、小秉溪村和黄阳村。

## 历史
1955年，它属于芷江侗族自治县百合乡。1956年，步头降苗族乡设立，属新晃侗族自治县。1958年9月，“步头降人民公社”建立。1984年6月，“步头降苗族乡”设立。

## 地理
步头降苗族乡坐落在新晃侗族自治县东部，东面是芷江侗族自治县，西北是波洲镇，西部是禾滩镇，西南是中寨镇，南是米贝苗族乡。
步头降苗族乡1000米以上的山有14座，最高峰是天雷山，海拔1136.3米。
新江溪、清水江流经步头降苗族乡。
姑召水库是步头降苗族乡的一座水库。

## 经济
步头降苗族乡的经济主要靠农业和地方工业，木材加工是收入来源之一。

## 交通
沪昆高速公路穿过步头降苗族乡北方和波洲镇交界的地方。